# Reuilly (Eure)
Pour les articles homonymes, voir Reuilly.
Reuilly est une commune française de la plaine de Saint-André située dans le département de l'Eure, en région Normandie.
Village du Grand Évreux Agglomération, ses habitants sont appelés les Reuillois.

## Géographie

### Situation
Reuilly est un village du plateau d'Évreux situé à la jonction de la route départementale 316, à 7,8 km d'Évreux et à 39,8 km de Dreux à vol d'oiseau. Les communes limitrophes sont Dardez, Irreville, Sassey, Le Boulay-Morin, Saint-Vigor et La Croix-Saint-Leufroy.
| Irreville | Cailly-sur-Eure | Clef-Vallée-d'Eure (comm. dél. de La Croix-Saint-Leufroy) |
| Dardez    | Reuilly         | Saint-Vigor                                               |
| Huest     | Sassey          | Sassey                                                    |

Paris est à 85,2 km de la commune. La métropole la plus proche de Reuilly est Rouen (41,4 km).

### Géologie et relief
Le plateau dit de la Plaine de Saint-André est fait d'anciens paléosols sur des sables qui surmontent les formations à silex. Ces sables se manifestent en contrebas des buttes renfermant du limon. Il s'agit de la plus vaste région naturelle de l'Eure avec des plaines consacrées à la culture céréalière.
L'altitude moyenne est de 97 m avec un minimum de 49 m et un maximum de 144 m. La mairie est située sur une hauteur de 133 m.

### Hydrographie
La commune est située dans le bassin Seine-Normandie. Elle n'est drainée par aucun cours d'eau,.
La commune est implantée sur le plateau entre les rivières d'Eure et d'Iton. Son bassin versant est celui de l'Eure, un affluent direct de la Seine en rive gauche, qui coule à environ 3,2 km de la mairie, sur la commune d'Écardenville-sur-Eure. La station hydrologique a recensé un débit d'eau de 17,9 m3/s sur 44 années soit une qualité jugée bonne.

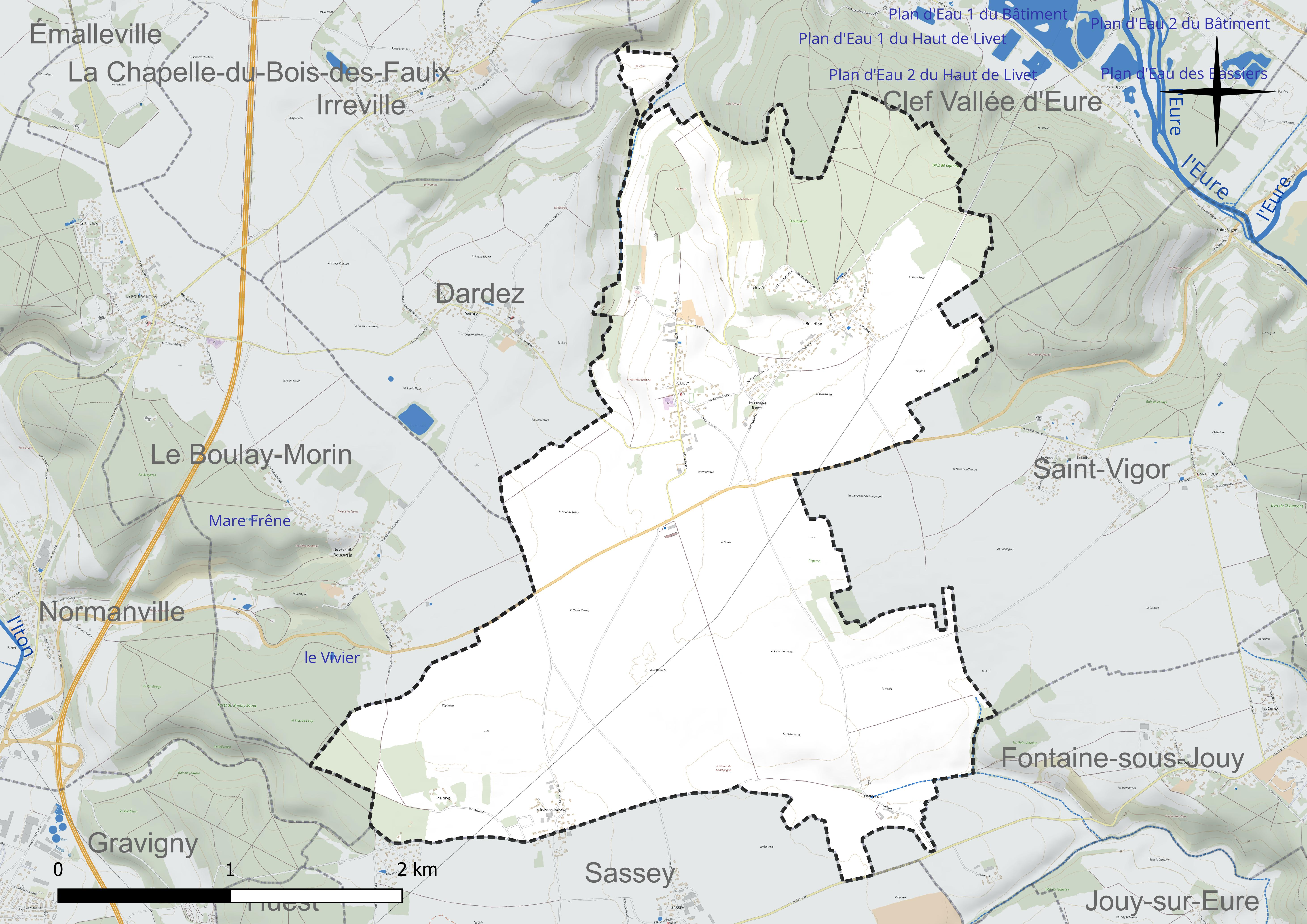
Réseau hydrographique de Reuilly.

### Climat
Pour des articles plus généraux, voir Climat de la Normandie et Climat de l'Eure.
En 2010, le climat de la commune est de type climat océanique dégradé des plaines du Centre et du Nord, selon une étude du CNRS s'appuyant sur une série de données couvrant la période 1971-2000. En 2020, Météo-France publie une typologie des climats de la France métropolitaine dans laquelle la commune est exposée à un climat océanique et est dans une zone de transition entre les régions climatiques « Sud-ouest du bassin Parisien » et « Côtes de la Manche orientale ». Parallèlement le GIEC normand, un groupe régional d’experts sur le climat, différencie quant à lui, dans une étude de 2020, trois grands types de climats pour la région Normandie, nuancés à une échelle plus fine par les facteurs géographiques locaux. La commune est, selon ce zonage, exposée à un « climat des plateaux abrités », correspondant aux plaines agricoles de l’Eure, avec une pluviométrie beaucoup plus faible que dans la plaine de Caen en raison du double effet d’abri provoqué par les collines du Bocage normand et par celles qui s’étendent sur un axe du Pays d'Auge au Perche.
Pour la période 1971-2000, la température annuelle moyenne est de 10,4 °C, avec  une amplitude thermique annuelle de 14,2 °C. Le cumul annuel moyen de précipitations est de 662 mm, avec 10,9 jours de précipitations en janvier et 8,2 jours en juillet. Pour la période 1991-2020, la température moyenne annuelle observée sur la station météorologique la plus proche, située sur la commune de Huest à 4 km à vol d'oiseau, est de 11,2 °C et le cumul annuel moyen de précipitations est de 600,6 mm,. Pour l'avenir, les paramètres climatiques de la commune estimés pour 2050 selon différents scénarios d’émission de gaz à effet de serre sont consultables sur un site dédié publié par Météo-France en novembre 2022.

## Urbanisme

### Typologie
Au 1er janvier 2024, Reuilly est catégorisée commune rurale à habitat dispersé, selon la nouvelle grille communale de densité à 7 niveaux définie par l'Insee en 2022.
Elle est située hors unité urbaine. Par ailleurs la commune fait partie de l'aire d'attraction d'Évreux, dont elle est une commune de la couronne,. Cette aire, qui regroupe 108 communes, est catégorisée dans les aires de 50 000 à moins de 200 000 habitants,.

### Occupation des sols
L'occupation des sols de la commune, telle qu'elle ressort de la base de données européenne d’occupation biophysique des sols Corine Land Cover (CLC), est marquée par l'importance des territoires agricoles (82,3 % en 2018), une proportion sensiblement équivalente à celle de 1990 (82,4 %). La répartition détaillée en 2018 est la suivante :
terres arables (78,5 %), forêts (13,3 %), zones urbanisées (4,5 %), zones agricoles hétérogènes (3,7 %). L'évolution de l’occupation des sols de la commune et de ses infrastructures peut être observée sur les différentes représentations cartographiques du territoire : la carte de Cassini (XVIIIe siècle), la carte d'état-major (1820-1866) et les cartes ou photos aériennes de l'IGN pour la période actuelle (1950 à aujourd'hui).

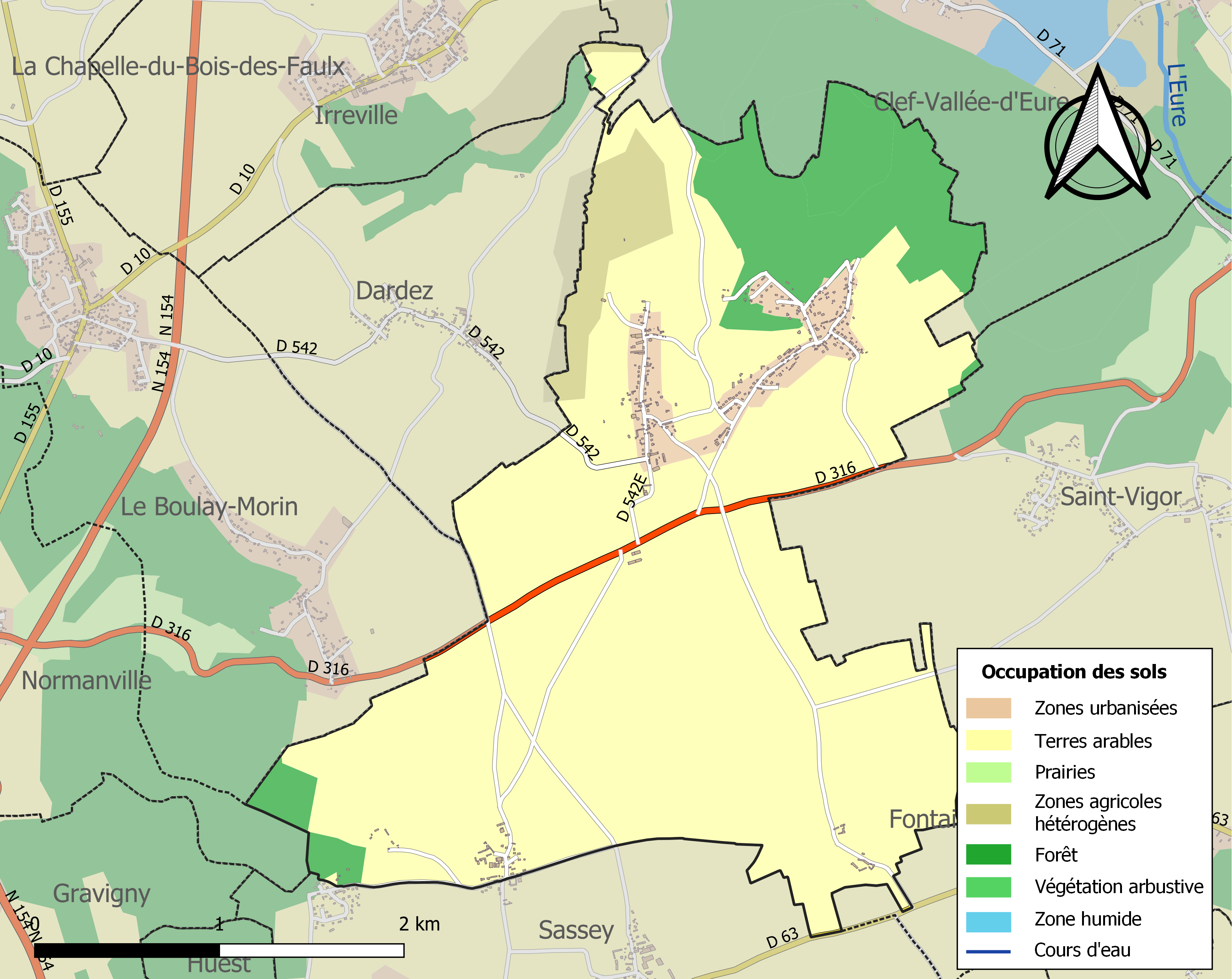
Carte des infrastructures et de l'occupation des sols de la commune en 2018 (CLC).

### Logement
En 2008, on dénombrait un total de 205 maisons reparties en 192 résidences principales, 5 résidences secondaires et 8 logements vacants. La majorité de ces lotissements ont été construits de 1975 à 1989. Il y a 498 personnes qui en étaient propriétaires et 59 qui en étaient locataires dont 9 gratuitement.
|                        | 1968 | 1975 | 1982 | 1990 | 1999 | 2008 |
| ---------------------- | ---- | ---- | ---- | ---- | ---- | ---- |
| Résidences principales | 58   | 71   | 97   | 133  | 166  | 192  |
| Résidences secondaires | 10   | 13   | 15   | 11   | 5    | 5    |
| Résidences vacantes    | 6    | 6    | 3    | 4    | 5    | 8    |

## Toponymie
Le toponyme est attesté sous les formes suivantes : Roeillie (cartulaire de la Trimté-du-Mont), ou Roeille en 1075; Rullyacus en 1181 (bulle de Luce III),; Reillie en 1190 (charte de la Noë); Rulleium en 1224, Ruilly en 1455 (aveu d’Anne de Laval), Reulli en 1469 (monstre), Rully en 1523 (Recherche de la noblesse).
L'étymologie de ce nom de lieu ne fait pas l'unanimité chez les toponymistes. Le premier élément Reuill- représente l'anthroponyme latin Rŭllius ou Rutilus (« rouge » ou « roux ») ou encore gaulois Regulius.
Il est suivi du suffixe de propriété d'origine gauloise -(i)acum,, autrement noté -acos.

## Histoire

### Moyen Âge et Renaissance

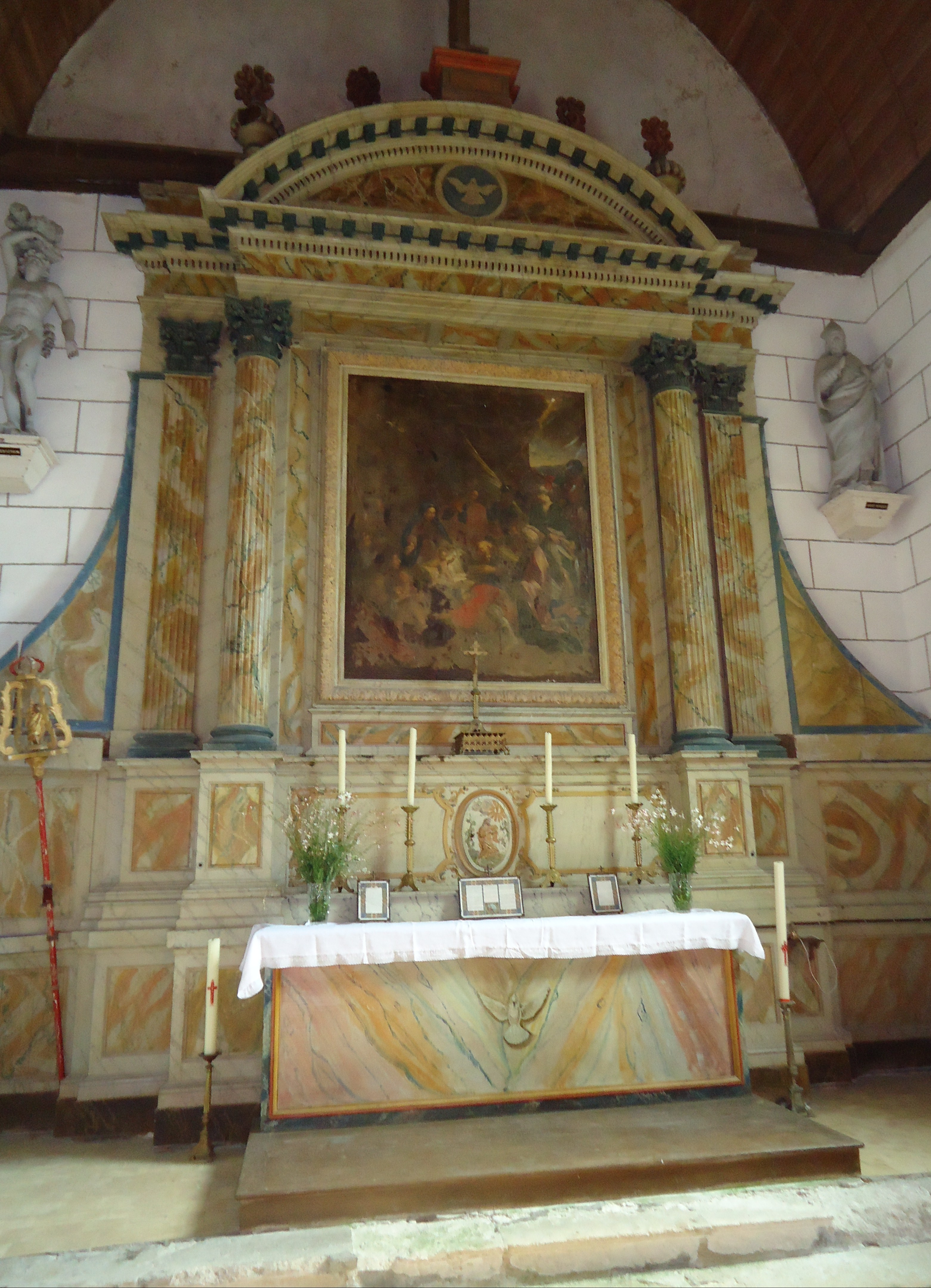
Maître-autel baroque de l'église de Reuilly.

Robert de Reuilly est cité en 1180 pour un don fait auprès de l'archevêque Rotrou (un muids et demi de vin). Vers 1420, une seigneurie appartenait à Pierre des Essarts et à sa femme Marie de Reuilly. Ensuite, la seigneurie de Reuilly fut acquise par Jean (Jehan) de Pouchin qui en devint le seigneur vers les années 1440.
Au XVe siècle, Gilles Hébert, sieur de Rully, et Jehan Hébert possédaient un fief appelé le Hamel-Reuilly dont François Hesbert était le seigneur.

### Époque moderne
Lors de fouilles en 1922, des sarcophages et des murailles ont été retrouvés pour les édifices préromans de Normandie dont l'église Saint-Christophe de Reuilly.
À l'issue de la Seconde Guerre mondiale, le canton dont fait partie la commune dénombre 15 Justes parmi les nations du département.

## Politique et administration

### Administration municipale
Le conseil municipal est composé de quinze membres conformément à l’article L2121-2 du Code général des collectivités territoriales.

### Liste des maires
| Période                                  | Période  | Identité           | Étiquette | Qualité               |
| ---------------------------------------- | -------- | ------------------ | --------- | --------------------- |
| mars 1995                                | 2008     | Guy Lemaître       |           |                       |
| mars 2008                                | En cours | Thierry Lefrançois | SE        | Conseiller Commercial |
| Les données manquantes sont à compléter. |          |                    |           |                       |

### Cantons et intercommunalité
Reuilly fait partie du Grand Évreux Agglomération regroupant 37 communes de l'arrondissement d'Évreux soit environ 82 000 habitants.

### Instances judiciaires et administratives
Dans le domaine judiciaire, la commune dépend aussi de la commune d'Évreux qui possède un tribunal d'instance et de grande instance, d'un tribunal de commerce, d'un conseil des prud'hommes et d'un tribunal pour enfants. Pour le deuxième degré de juridiction, elle dépend de la cour d'appel de Rouen et de la Cour administrative d'appel de Douai.

### Jumelages
Au 1er janvier 2011, Reuilly n'est jumelée avec aucune commune.

## Population et société

### Démographie

#### Évolution démographique
L'évolution du nombre d'habitants est connue à travers les recensements de la population effectués dans la commune depuis 1793. Pour les communes de moins de 10 000 habitants, une enquête de recensement portant sur toute la population est réalisée tous les cinq ans, les populations de référence des années intermédiaires étant quant à elles estimées par interpolation ou extrapolation. Pour la commune, le premier recensement exhaustif entrant dans le cadre du nouveau dispositif a été réalisé en 2005.

En 2022, la commune comptait 518 habitants, en évolution de −2,45 % par rapport à 2016 (Eure : −0,25 %, France hors Mayotte : +2,11 %).
| 1793 | 1800 | 1806 | 1821 | 1831 | 1836 | 1841 | 1846 | 1851 |
| ---- | ---- | ---- | ---- | ---- | ---- | ---- | ---- | ---- |
| 330  | 328  | 354  | 315  | 334  | 349  | 372  | 323  | 299  |

| 1856 | 1861 | 1866 | 1872 | 1876 | 1881 | 1886 | 1891 | 1896 |
| ---- | ---- | ---- | ---- | ---- | ---- | ---- | ---- | ---- |
| 291  | 286  | 286  | 246  | 254  | 231  | 249  | 234  | 233  |

| 1901 | 1906 | 1911 | 1921 | 1926 | 1931 | 1936 | 1946 | 1954 |
| ---- | ---- | ---- | ---- | ---- | ---- | ---- | ---- | ---- |
| 217  | 211  | 197  | 203  | 193  | 178  | 180  | 203  | 219  |

| 1962 | 1968 | 1975 | 1982 | 1990 | 1999 | 2005 | 2006 | 2010 |
| ---- | ---- | ---- | ---- | ---- | ---- | ---- | ---- | ---- |
| 223  | 199  | 239  | 322  | 426  | 501  | 520  | 534  | 580  |

| 2015 | 2020 | 2022 | - | - | - | - | - | - |
| ---- | ---- | ---- | - | - | - | - | - | - |
| 538  | 519  | 518  | - | - | - | - | - | - |

#### Pyramide des âges
La population de la commune est relativement jeune.
En 2018, le taux de personnes d'un âge inférieur à 30 ans s'élève à 32,5 %, soit en dessous de la moyenne départementale (35,2 %). À l'inverse, le taux de personnes d'âge supérieur à 60 ans est de 24,8 % la même année, alors qu'il est de 25,5 % au niveau départemental.
En 2018, la commune comptait 262 hommes pour 261 femmes, soit un taux de 50,1 % d'hommes, légèrement supérieur au taux départemental (48,74 %).
Les pyramides des âges de la commune et du département s'établissent comme suit.
| Hommes | Classe d’âge | Femmes |
| ------ | ------------ | ------ |
| 0,8    | 90 ou +      | 0,8    |
| 6,5    | 75-89 ans    | 5,4    |
| 16,5   | 60-74 ans    | 19,7   |
| 24,2   | 45-59 ans    | 22,8   |
| 19,2   | 30-44 ans    | 18,9   |
| 14,2   | 15-29 ans    | 15,1   |
| 18,5   | 0-14 ans     | 17,4   |

| Hommes | Classe d’âge | Femmes |
| ------ | ------------ | ------ |
| 0,6    | 90 ou +      | 1,6    |
| 6,4    | 75-89 ans    | 8,8    |
| 17,3   | 60-74 ans    | 18,1   |
| 20,7   | 45-59 ans    | 20     |
| 18,8   | 30-44 ans    | 18,6   |
| 16,3   | 15-29 ans    | 14,5   |
| 20     | 0-14 ans     | 18,3   |

### Enseignement
Reuilly est située dans l'académie de Normandie. La commune administre une école élémentaire publique. Les collèges les plus proches sont localisés à Évreux et son agglomération, de même pour les lycées et les universités.

### Santé
Il n'y a ni médecin ni infirmier à Reuilly. Les plus proches sont situés dans les communes du Boulay-Morin et de La Croix-Saint-Leufroy à environ 3 km ou 4 km. Le centre hospitalier le plus rapproché est localisé à Évreux.

### Sports
Le village dispose d'un court de tennis confié au club sportif de Reuilly, d'un terrain multisport (pétanque, basket-ball, volley-ball, badminton et tennis de table) et d'une aire de jeux pour enfants.

### Lieux de cultes
Le culte catholique est célébré en l'église Saint-Christophe qui dépend du diocèse d'Evreux, appartenant à la paroisse Saint-Jean-Baptiste du Val-Iton.
Le culte orthodoxe est célébré dans l'église- athédrale orthodoxe Saint-Michel et saint Martin. Son Métropolite est Son Eminence Jean Marc Picaud, archevêque de l'Église orthodoxe apostolique de France (UAOC - APC). L'Église est en communion avec le patriarcat de Constantinople mais sans en faire partie directement. La liturgie est célébrée selon le rite de saint Germain de Paris et saint Jean Chrysostome. Elle accueille aussi les personnes de tous horizons pour les sacrements (mariage, baptême, inhumations et onction des malades).

## Économie

### Revenus de la population et fiscalité
En 2008, le revenu fiscal médian par ménage était de 20 893 €, ce qui plaçait Reuilly au 4 330e rang parmi les 31 604 communes de plus de 50 ménages en métropole.

### Emploi
Selon les résultats du recensement de 2008, la population active (15-64 ans) de la commune compte 268 personnes, soit 73,8 %, ce taux est de 73,1 % au niveau départemental. Les 15-64 ans représentent 8,7 % de chômeurs, 65,1 % de personnes ayant un emploi et 26,2 % d'inactifs. Les inactifs se répartissent de la façon suivante : les retraités ou préretraités représentent 9,3 % de la population active, les scolarisés 9,8 %, les autres inactifs 7,1 %.
En 2008, le taux de chômage (au sens du recensement) parmi les actifs de la commune est de 11,8 %, en augmentation par rapport à 1999 (13,6 %). Au 31 décembre 2010, on compte 31 personnes à la recherche d'un emploi dont 12 chômeurs de longue durée.
Sur les 236 personnes actives de plus de 15 ans ayant un emploi, 32 travaillent dans cette commune.

### Entreprises et commerces
Au 1er janvier 2010, le village de Reuilly compte onze entreprises hors agriculture et une entreprise individuelle de construction et de commerce ont été créées sur le territoire.
Répartition des entreprises par domaines d'activité
|                             | Ensemble | Industrie | Construction | Commerce et services divers | Secteur public |
| --------------------------- | -------- | --------- | ------------ | --------------------------- | -------------- |
| Nombre d'établissements     | 11       | 1         | 5            | 5                           | 0              |
| %                           | 100 %    | 9,0 %     | 45,5 %       | 45,5 %                      | 0,0 %          |
| Sources des données : INSEE |          |           |              |                             |                |

### Agriculture
Au niveau agriculture, la commune compte 7 établissements actifs et 763 ha de superficies agricoles, généralement utilisés pour l'exploitation des bovins et volailles.

## Culture locale et patrimoine

### Lieux et monuments

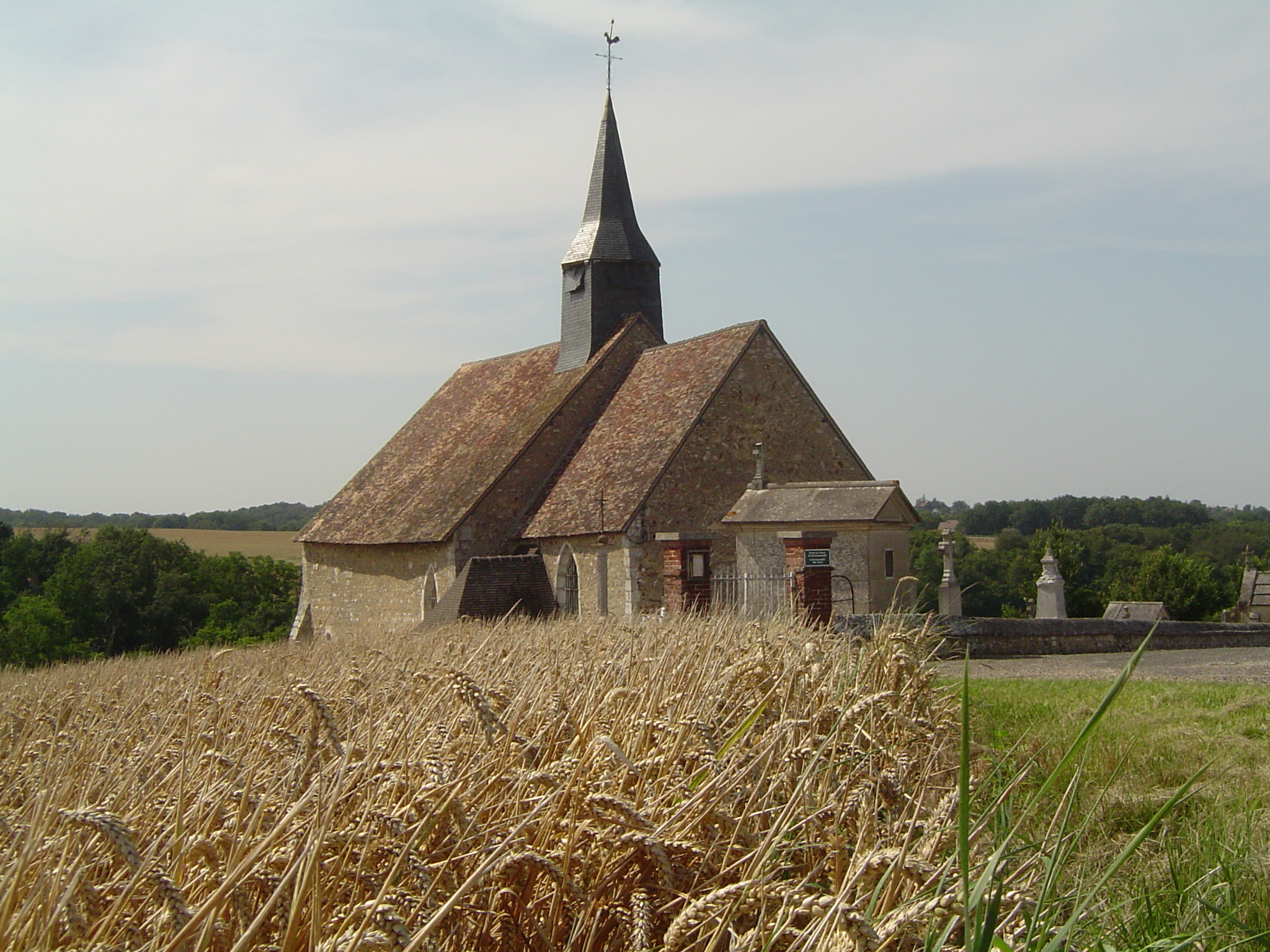
L'église Saint-Christophe.

- Église Saint-Christophe, datant du XIe siècle, un peu à l'écart du village. L'édifice est inscrit au titre des monuments historiques par arrêté du 19 avril 1926[37].
- Mairie bâtie en 1880. À cette époque, elle fait office de logement pour le maître d'école. Depuis 2005, une meule est placée devant le bâtiment.
- Monument aux morts construit en 1920.

### Patrimoine naturel

#### Site classé
- L’église, son porche et le muret du cimetière,  Site classé (1936)[38].

## Personnalités liées à la commune
- Marie Constant Fidèle Henri d'Hautpoul, général d'Empire, sa sépulture dans le cimetière de l'église, dans le caveau de la famille Asselin de Crèvecœur[39].

| Blason | Blasonnement : D'azur au chevron d'argent, accompagné de trois molettes d'éperon d’or. Commentaires : à noter que d’autres villes ont des armes qui ressemblent à celles de Reuilly, telles celles de Rochefort-sur-Loire. |

## Pour approfondir